# 1964-es magyar úszóbajnokság
1964-es magyar úszóbajnokságot az olimpiai felkészüléshez igazítva júniusban rendezték meg.

## Eredmények

### Férfiak
| Versenyszám            | Arany                                                                        | Arany   | Ezüst                                                          | Ezüst   | Bronz                                                                 | Bronz   |
| ---------------------- | ---------------------------------------------------------------------------- | ------- | -------------------------------------------------------------- | ------- | --------------------------------------------------------------------- | ------- |
| 100 m gyorsúszás       | Dobai Gyula Újpesti Dózsa                                                    | 54,8    | Lenkei Ferenc BVSC                                             | 56,0    | Gulrich József Újpesti Dózsa                                          | 56,1    |
| 200 m gyorsúszás       | Dobai Gyula Újpesti Dózsa                                                    | 2:02,5  | Lantos László Budai Spartacus                                  | 2:05,9  | Száll Antal BVSC                                                      | 2:08,6  |
| 400 m gyorsúszás       | Dobai Gyula Újpesti Dózsa                                                    | 4:31,2  | Lantos László Budai Spartacus                                  | 4:37,1  | Becsei Béla Hódmezővásárhelyi MEDOSZ                                  | 4:38,0  |
| 1500 m gyorsúszás      | Ali Csaba Egri Dózsa                                                         | 18:30,3 | Becsei Béla Hódmezővásárhelyi MEDOSZ                           | 19:02,6 | Fülöp Péter Egri Dózsa                                                | 19:06,0 |
| 100 m hátúszás         | Csikány József Ferencvárosi TC                                               | 1:02,9  | Kosztolánczy György Újpesti Dózsa                              | 1:05,0  | Mártonffy Tamás Egri Dózsa                                            | 1:06,2  |
| 200 m hátúszás         | Csikány József Ferencvárosi TC                                               | 2:18,1  | Mártonffy Tamás Egri Dózsa                                     | 2:20,1  | Kosztolánczy György Újpesti Dózsa                                     | 2:24,2  |
| 100 m mellúszás        | Lenkei Ferenc BVSC                                                           | 1:11,0  | Somlai Gábor Újpesti Dózsa                                     | 1:11,5  | Szölgyéni Ferenc Egri Dózsa                                           | 1:14,4  |
| 200 m mellúszás        | Lenkei Ferenc BVSC                                                           | 2:36,8  | Szölgyéni Ferenc Egri Dózsa                                    | 2:41,2  | Somlai Gábor Újpesti Dózsa                                            | 2:42,3  |
| 100 m pillangóúszás    | Gulrich József Újpesti Dózsa                                                 | 1:00,6  | Gulyás Ákos Orvosegyetemi SC                                   | 1:01,9  | Kiricsi János Bp. Honvéd                                              | 1:02,3  |
| 200 m pillangóúszás    | Kiricsi János Bp. Honvéd                                                     | 2:21,4  | Kiss László Bp. Honvéd                                         | 2:22,9  | Csaba Gábor Ferencvárosi TC                                           | 2:24,3  |
| 400 m vegyes úszás     | Kosztolánczy György Újpesti Dózsa                                            | 5:05,7  | Ali Csaba Egri Dózsa                                           | 5:08,2  | Várszegi Lajos Budai Spartacus                                        | 5:10,6  |
| 4 × 100 m gyorsváltó   | Újpesti Dózsa Haraszti Thegze Kosztolánczy György Gulrich József Dobai Gyula | 3:47,2  | BVSC Száll Antal Balázsi Péter Szentirmay István Lenkei Ferenc | 3:49,4  | Ferencvárosi TC Tátrai Tibor Jacsó László Csaba Gábor Csaba László    | 3:57,2  |
| 4 × 200 m gyorsváltó   | Újpesti Dózsa Gulrich József Haraszti Thegze Kosztolánczy György Dobai Gyula | 8:45,7  | Egri Dózsa Ali Csaba Fülöp Péter Csikász Géza Mártonffy Tamás  | 8:49,5  | Bp. Spartacus Fodor Gábor Kádár Simándi Árpád Szlamka László          | 8:53,7  |
| 4 × 100 m vegyes váltó | Újpesti Dózsa Kosztolánczy György Somlai Gábor Gulrich József Dobai Gyula    | 4:11,1  | BVSC Szabó Sándor Lenkei Ferenc Szentirmay István Száll Antal  | 4:20,1  | Ferencvárosi TC Csikány József Tőrös Károly Csaba László Jacsó László | 4:22,4  |

### Nők
| Versenyszám            | Arany                                                                         | Arany   | Ezüst                                                   | Ezüst   | Bronz                                                                   | Bronz   |
| ---------------------- | ----------------------------------------------------------------------------- | ------- | ------------------------------------------------------- | ------- | ----------------------------------------------------------------------- | ------- |
| 100 m gyorsúszás       | Madarász Csilla Ferencvárosi TC                                               | 1:03,2  | Turóczy Judit BVSC                                      | 1:03,4  | Takács Katalin Újpesti Dózsa                                            | 1:04,0  |
| 200 m gyorsúszás       | Turóczy Judit BVSC                                                            | 2:21,6  | Frank Mária Orvosegyetemi SC                            | 2:23,7  | Takács Katalin Újpesti Dózsa                                            | 2:24,6  |
| 400 m gyorsúszás       | Takács Katalin Újpesti Dózsa                                                  | 5:07,7  | Frank Mária Orvosegyetemi SC                            | 5:10,7  | Turóczy Judit BVSC                                                      | 5:13,5  |
| 800 m gyorsúszás       | Takács Katalin Újpesti Dózsa                                                  | 10:48,2 | Soltész Ágota Vasas                                     | 11:00,6 | Élthes Eszter Ferencvárosi TC                                           | 11:26,9 |
| 100 m hátúszás         | Balla Mária Ferencvárosi TC                                                   | 1:11,9  | Korényi Olga III. kerület                               | 1:12,2  | Nagy Margit BVSC                                                        | 1:13,7  |
| 200 m hátúszás         | Balla Mária Ferencvárosi TC                                                   | 2:36,2  | Korényi Olga III. kerület                               | 2:40,4  | Patóh Magda Bp. Spartacus                                               | 2:44,4  |
| 100 m mellúszás        | Kovács Zsuzsanna Ferencvárosi TC                                              | 1:22,9  | Kármán Kató Pécsi Dózsa                                 | 1:24,3  | Oláh Margit Egri Dózsa                                                  | 1:24,8  |
| 200 m mellúszás        | Egerváry Márta Ferencvárosi TC                                                | 2:58,6  | Kármán Kató Pécsi Dózsa                                 | 3:01,4  | Winkler Valéria Újpesti Dózsa                                           | 3:03,0  |
| 100 m pillangóúszás    | Tölgyesi Ida BVSC                                                             | 1:13,1  | Zsabka Zsuzsanna Egri Dózsa                             | 1:13,8  | Csizmadia Ibolya Orvosegyetemi SC                                       | 1:17,2  |
| 200 m pillangóúszás    | Egerváry Márta Ferencvárosi TC                                                | 2:44,2  | Zsabka Zsuzsanna Egri Dózsa                             | 2:50,4  | Tölgyesi Ida BVSC                                                       | 2:50,5  |
| 400 m vegyes úszás     | Egerváry Márta Ferencvárosi TC                                                | 5:40,3  | Zsabka Zsuzsanna Egri Dózsa                             | 5:52,1  | Élthes Eszter Ferencvárosi TC                                           | 6:04,9  |
| 4 × 100 m gyorsváltó   | Ferencvárosi TC Szatmári Kató Kovács Zsuzsanna Egerváry Márta Madarász Csilla | 4:19,3  | BVSC Tölgyesi Ida Kovács Edit Nagy Margit Turóczy Judit | 4:28,3  | Egri Dózsa Erdélyi Éva Kosztolnik Ildikó Szeremi Mária Zsabka Zsuzsanna | 4:35,9  |
| 4 × 100 m vegyes váltó | Ferencvárosi TC Balla Mária Kovács Zsuzsanna Egerváry Márta Szatmári Kató     | 4:51,9  | BVSC Nagy Margit Máté Mária Tölgyesi Ida Turóczy Judit  | 4:59,5  | Egri Dózsa Kosztolnik Ildikó Oláh Margit Zsabka Zsuzsanna Erdélyi Éva   | 5:11,8  |